# Eko Yuli Irawan
Eko Yuli Irawan (ur. 24 lipca 1989 w Metrze) – indonezyjski sztangista startujący najczęściej w wadze piórkowej, trzykrotny medalista olimpijski i sześciokrotny medalista mistrzostw świata.

## Kariera
Pierwszy sukces osiągnął w 2007 roku, kiedy na mistrzostwach świata w Chiang Mai zdobył brązowy medal w wadze koguciej. W zawodach tych wyprzedzili go tylko Cha Kum-chol z Korei Północnej i Chińczyk Li Zheng. Rok później wystąpił na igrzyskach olimpijskich w Pekinie, gdzie także zdobył brązowy medal. Tym razem lepsi byli Chińczyk Long Qingquan oraz Hoàng Anh Tuấn z Wietnamu.
Od 2009 roku startuje w wadze piórkowej. Już w tym roku wywalczył srebrny medal na mistrzostwach świata w Goyang, przegrywając tylko z Chińczykiem Ding Jianjunem. Następnie zajął trzecie miejsce podczas mistrzostw świata w Paryżu w 2011 roku i na igrzyskach olimpijskich w Londynie rok później. Kolejny medal zdobył na rozgrywanych w 2014 roku mistrzostwach świata w Ałmaty, gdzie był drugi za Kim Un-gukiem z Korei Północnej. Dwa lata później drugie miejsce zajął na igrzyskach olimpijskich w Rio de Janeiro, gdzie lepszy był tylko Óscar Figueroa z Kolumbii. W 2018 zdobył złoty medal mistrzostw świata, rok później Indonezyjczyk wywalczył srebro.
Wywalczył także trzy medale w wadze piórkowej na igrzyskach azjatyckich rozgrywanych w Kantonie (brązowy), Inczonie (brązowy) i Dżakarcie/Palembangu (złoty). Również w wadze piórkowej zdobył złoty medal uniwersjady w 2011 roku.

## Osiągnięcia
| Rok  | Zawody               | Miasto     | Miejsce | Kategoria | Wynik  |
| ---- | -------------------- | ---------- | ------- | --------- | ------ |
| 2007 | Mistrzostwa świata   | Chiang Mai | 3       | do 56 kg  | 278 kg |
| 2008 | Igrzyska olimpijskie | Pekin      | 3       | do 56 kg  | 288 kg |
| 2009 | Mistrzostwa świata   | Goyang     | 2       | do 62 kg  | 315 kg |
| 2011 | Mistrzostwa świata   | Paryż      | 3       | do 62 kg  | 310 kg |
| 2012 | Igrzyska olimpijskie | Londyn     | 3       | do 62 kg  | 317 kg |
| 2018 | Mistrzostwa świata   | Aszchabad  | 1       | do 61 kg  | 317 kg |
| 2019 | Mistrzostwa świata   | Pattaya    | 2       | do 61 kg  | 306 kg |
| 2021 | Igrzyska olimpijskie | Tokio      | 2       | do 61 kg  | 302 kg |